# 神的经营
《神的經營》 （The Economy of God）是美国华裔基督徒领袖李常受最为知名的著作之一，出版于1968年。李常受是倪柝声的同工，他基于他的职事及其对神的行动的领悟，揭示圣经的中心启示─神的计划（经营、经纶）要将他自己分赐到人里面，以在教会中得到完全的彰显。李写道，神圣三一根据他经纶而有的行动，使信徒与他合作，以使他永远的计划得以完成。
“神的经营（经纶）”一词引用自提摩太前书1:4，希腊语原文为“oikonomia”，意为家庭经营、家庭管理、安排和分配等。

## 内容
1. 三一神的经营
2. 全丰全足的灵
3. 神圣之灵的住处
4. 接触内住之灵之钥
5. 神的身位与人的各部分
6. 内裡与隐密的部分
7. 内裡与隐密部分的功用
8. 对付心与灵
9. 对付魂
10. 挖掘我们内里的部分和隐密的部分
11. 分辨灵与魂
12. 人和两棵树
13. 十字架与魂生命
14. 十字架的原则
15. 复活的原则
16. 复活的丰富
17. 生命的交通与生命的感觉
18. 运用灵与进入灵
19. 我们灵里隐藏的基督
20. 三部分的人和教会
21. 神居所的建造
22. 神建造的遮盖
23. 教会─神在肉身显明
24. 神经营之目标的异象